# Dünnschichtdiode
Eine Dünnschichtdiode (englisch thin-film diode, kurz TFD) ist eine Diode, die mittels Dünnschichttechnik
hergestellt wird.

## Anwendung
Dünnschichtdioden werden vor allem in Flüssigkristallbildschirmen, insbesondere in Matrix-LCDs, verwendet. Diese Bauart wird auch als TFD-Display bezeichnet und kommt meist in mobilen Geräten, wie Mobiltelefonen, als Alternative zu TFT-Displays zur Anwendung.
Die Vorteile von zweipoligen Dünnschichtdioden gegenüber dreipoligen Dünnschichttransistoren sind vor allem der geringere Stromverbrauch und die niedrigeren Herstellungskosten aufgrund des einfacheren Aufbaus. Die Nachteile sind ein schmalerer Farbumfang, dem man aber entgegenwirken kann, indem man eine „dual select“-Diodenanordnung verwendet, die statt einer zwei Dioden pro Pixel-Schaltung verwendet.